# Osarsita
L'osarsita és un mineral de la classe dels sulfurs, que pertany al grup de l'arsenopirita. Rep el nom del seu contingut en OSmi i ARSènic.

## Característiques
La osarsita és un sulfur de fórmula química OsAsS. Cristal·litza en el sistema monoclínic en forma d'intercreixements policristal·lins. Se'n troba de manera granular, de fins a 150 micròmetres. La seva duresa a l'escala de Mohs és 6.
Segons la classificació de Nickel-Strunz, l'osarsita pertany a «02.EA: Sulfurs metàl·lics, M:S = 1:2, amb Fe, Co, Ni, PGE, etc.» juntament amb els següents minerals: aurostibita, bambollaïta, cattierita, erlichmanita, fukuchilita, geversita, hauerita, insizwaita, krutaita, laurita, penroseita, pirita, sperrylita, trogtalita, vaesita, villamaninita, dzharkenita, gaotaiita, alloclasita, costibita, ferroselita, frohbergita, glaucodot, kullerudita, marcassita, mattagamita, paracostibita, pararammelsbergita, oenita, anduoïta, clinosafflorita, löllingita, nisbita, omeiïta, paxita, rammelsbergita, safflorita, seinäjokita, arsenopirita, gudmundita, ruarsita, cobaltita, gersdorffita, hol·lingworthita, irarsita, jolliffeita, krutovita, maslovita, michenerita, padmaïta, platarsita, testibiopal·ladita, tolovkita, ullmannita, willyamita, changchengita, mayingita, hollingsworthita, kalungaita, milotaita, urvantsevita i rheniïta.

## Formació i jaciments
Es troba en plaers, i sol trobar-se associada a altres minerals com: irarsita, rutenarsenita, sperrylita, iridarsenita, osmiridi, anduoïta, laurita o ruarsita. Va ser descoberta l'any 1972 a la platja Gold Bluff, a Orick (Califòrnia, Estats Units).